# تانیواسور
تانیواسور (نام علمی: Taniwhasaurus) نام یک سرده از تیره موساسوریان است.